# Werner Hesse (Fußballspieler)
Werner „Vati“ Hesse (* 12. Februar 1934 in Rheda; † 2. Januar 2008) war ein deutscher Fußballspieler, der im Jahre 1956 als Spieler des Karlsruher SC den DFB-Pokal gewonnen hat.

## Laufbahn

### Vereine, bis 1965

#### Westfalia Herne, 1954 bis 1956
Mit der TSG Rheda stieg der aus der Jugend hochgekommene Nachwuchsspieler 1953 in die Landesliga Westfalen, Gruppe 1 (Ost) auf. In der Runde 1953/54 belegte Rheda gegen die Konkurrenz aus Paderborn, Beckum, Herford und Lippstadt als Klassenneuling den neunten Rang. Das 20-jährige Defensivtalent Werner Hesse hatte durch seine Leistungen den Vizemeister der 2. Liga West und Oberligaaufsteiger Westfalia Herne auf sich aufmerksam gemacht und nahm deren Angebot an und wechselte zur Runde 1954/55 an das Stadion am Schloss Strünkede. Die Leistungsstärke der Oberliga West erfuhr der junge Mittelläufer sofort bei seinem Debütspiel am 22. September 1954, als er mit der Westfalia mit einer 1:7-Niederlage bei Preußen Münster in die Runde startete. Am Rundenende konnte mit dem 13. Platz knapp gegenüber Mönchengladbach, Meiderich und dem VfL Bochum der Klassenerhalt bewerkstelligt werden. An der Seite von Günter Grandt, Alfred Pyka und Kurt Sopart bestritt der Neuzugang aus Rheda 28 Spiele in seiner Debütrunde in der Oberliga West. Im zweiten Jahr Oberliga, 1955/56, absolvierte Hesse alle 30 Rundenspiele. Obwohl mit Hans Tilkowski ein großes Talent das Tor hütete und mit Helmut Benthaus und Gerhard Cyliax Qualität in den Spielaufbau und den Angriff kam, stand erneut der Kampf um den Abstieg im Vordergrund der Runde. Wiederum rettete sich die Westfalia mit dem 13. Rang vor Preußen Dellbrück, Bayer Leverkusen und Hamborn 07 zum Klassenerhalt. Nach 58 Oberligaspielen für Westfalia Herne veränderte sich Werner Hesse 1956 nach Süddeutschland und unterschrieb beim Meister der Oberliga Süd 1956, dem Karlsruher SC, einen neuen Vertrag zur Runde 1956/57.

#### Karlsruher SC, 1956 bis 1959
Das erste Pflichtspiel für seinen neuen Verein – die Oberliga startete 14 Tage später am 19. August – war gleich das Finale im DFB-Pokal des Jahres 1956, das am 5. August im Karlsruher Wildparkstadion gegen den Hamburger SV stattfand. Vor Torhüter Rudi Fischer bildete Werner Hesse dabei zusammen mit Walter Baureis das Verteidigerpaar des Titelverteidigers. Der KSC verteidigte den Pokal mit einem 3:1-Sieg gegen die Norddeutschen. In der Oberliga Süd bestritt der Neuzugang aus Herne alle 30 Spiele und die Badener belegten den dritten Rang. In der zweiten Saison feierte er 1958 den Titelgewinn im Süden – Hesse bestritt als Mittelläufer 28 Spiele – und zog mit der Mannschaft von Trainer Ludwig Janda in die Endrunde um die deutsche Fußballmeisterschaft ein. Durch die Fußballweltmeisterschaft 1958 in Schweden wurde in diesem Jahr die Endrunde nur in einfacher Runde durchgeführt. Nach drei Spielen gegen Braunschweig, Tennis Borussia Berlin und Schalke 04 waren die „Knappen“ für das Endspiel qualifiziert und holten sich auch mit einem 3:0-Erfolg gegen den HSV die deutsche Meisterschaft. Im Sommer 1959 zog Hesse nach 73 Oberligaspielen für Karlsruhe in das Saarland und spielte ab der Runde 1959/60 für den 1. FC Saarbrücken.

#### 1. FC Saarbrücken, 1959 bis 1965
In seiner ersten Saison in der Oberliga Südwest mit Saarbrücken – als Trainer wirkte dort bis 1961 Jenő Csaknády – belegte er 1960 mit dem 1. FC den dritten Rang hinter dem FK Pirmasens und Borussia Neunkirchen und hatte dabei in 26 Spielen die Abwehr der Saarländer dirigiert. Im zweiten Jahr, 1960/61, gewann er mit seiner Mannschaft die Meisterschaft im Südwesten – „Vati“ Hesse hatte dabei alle 30 Spiele bestritten – und zog damit in die Endrunde ein. Auch hier absolvierte er alle sechs Spiele gegen Borussia Dortmund, Eintracht Frankfurt und den Hamburger SV. Nach der Runde 1962/63 – insgesamt hatte Hesse von 1954 bis 1963 für Herne, Karlsruhe und Saarbrücken 240 Oberliga- und neun Endrundenspiele bestritten – war die Oberligaära zu Ende und mit der Saison 1963/64 begann das Kapitel Fußball-Bundesliga. Da der 1. FC Saarbrücken zusammen mit dem 1. FC Kaiserslautern als zweiter Südwestvertreter vom DFB für die Konzentration des deutschen Spitzenfußballs nominiert worden war, erlebte auch Werner Hesse als Aktiver diese neue Liga.
Mit der Abwehrformation Volker Danner im Tor, dem Verteidigerpaar Horst Remark und Erich Rohe sowie der Läuferreihe Heinz Steinmann, Hesse und Manfred Klein startete der neue Trainer Helmut Schneider am 24. August 1963 im Heimspiel gegen den 1. FC Köln in die Fußball-Bundesliga. Durch Treffer von Wolfgang Overath und Christian Müller setzte sich der westdeutsche Serienmeister der Jahre 1960 bis 1963 im Ludwigsparkstadion verdient durch. Saarbrücken kam nicht vom Tabellenende weg. Daran änderte auch nichts der Sensationserfolg zum Rückrundenstart am 11. Januar 1964 mit 3:1 Toren in Köln, als der spätere Absteiger dem ersten Meister der Bundesliga die einzige Heimniederlage der Runde beibrachte. Werner Hesse dirigierte dabei mit Erfolg die Saarbrücker Abwehr gegen den Angriff der Domstädter, der in Bestbesetzung mit Karl-Heinz Thielen, Hans Schäfer, Christian Müller, Wolfgang Overath und Heinz Hornig antrat. „Vati“ Hesse absolvierte 27 Spiele und erzielte zwei Tore in der Bundesligarunde 1963/64. Sein persönliches Abschiedsspiel in der Bundesliga fand am 25. April 1964 bei der 1:3-Auswärtsniederlage bei Eintracht Frankfurt statt, wobei er es in erster Linie mit dem Mittelstürmer der Eintracht, Wilhelm Huberts, zu tun hatte, der es in der Saison auf 18 Treffer brachte.
Werner Hesse ging mit seinem Verein mit in die Regionalliga Südwest und feierte in der Saison 1964/65 die Meisterschaft und damit den Einzug in die Bundesliga-Aufstiegsrunde. In der Verbandsrunde hatte er 30 Spiele bestritten. Herausragend war in der Aufstiegsrunde der 1:0-Heimerfolg am 5. Juni 1965 gegen den Aufsteiger Bayern München, als Abwehrchef Hesse mit seinem Team den torgefährlichen Bayern-Angriff mit Rudolf Nafziger, Rainer Ohlhauser, Gerd Müller, Rudolf Grosser und Dieter Brenninger ausschalten konnte. Hesse war in allen sechs Begegnungen gegen Aachen, Tennis Borussia Berlin und München im Einsatz.
Mit dem Spiel am 26. Juni 1965 gegen Alemannia Aachen – bei dem 3:1-Heimerfolg verwandelte er in der 47. Minute einen Foulelfmeter zum 3:1-Endstand – beendete Werner Hesse seine aktive Spielerlaufbahn.

### Auswahlberufungen, 1956 bis 1957
In seiner Zeit beim Karlsruher SC – 1956 bis 1959 – stand der Westfale aus Rheda mehrmals kurz vor dem Einsatz in der Fußballnationalmannschaft. Erstmals berief ihn Bundestrainer Sepp Herberger am 8. August 1956 bei einem Testspiel für die Nationalmannschaft in Köln gegen den 1. FC Köln in eine DFB-Auswahl. Zusammen mit Horst Eckel und Karl Mai bildete er bei der 2:3-Niederlage der Herberger-Elf die Läuferreihe. Es folgte vom 3. bis 7. September 1956 ein Vorbereitungs-Lehrgang in Duisburg vor den Länderspielen der A- und B-Nationalmannschaft am 15. September 1956 in Hannover bzw. Moskau gegen die Sowjetunion. Hesse gehörte der B-Elf in Moskau an, die mit der Läuferreihe Robert Schlienz, Hesse und Herbert Dörner mit 1:3 Toren das Spiel verlor. Am 21. November 1956 kam er in Zürich beim 2:1-Erfolg gegen die Schweiz zu seinem zweiten Einsatz in der B-Nationalmannschaft. Dort trat er mit den Außenläufern Max Morlock und Georg Stollenwerk an. Das Jahr 1956 endete mit dem Juniorenländerspiel am 19. Dezember in Lüttich gegen Belgien mit einem 3:2-Erfolg als er gemeinsam mit Karl Borutta und Helmut Jagielski die Läuferreihe bildete. Vom 18. Februar bis 2. März 1957 gehörte er einem Lehrgang in Duisburg an und bestritt am 27. März 1957 in Essen beim 3:3-Unentschieden gegen Holland sein drittes B-Länderspiel. Mit seinem Einsatz am 29. Juni 1957 in Karlsruhe im Repräsentativspiel von Süddeutschland gegen Norddeutschland endeten die Auswahlberufungen von Werner Hesse.

## Beruf
Als Versicherungsdirektor bei der Saarland Versicherungen AG in Saarbrücken bestritt Werner Hesse sein berufliches Einkommen.